# Finale de la Ligue des champions de l'UEFA 2001-2002
La finale de la Ligue des champions 2001-2002 est la 47e édition de l'histoire de la compétition. Elle oppose le club espagnol huit fois vainqueur du trophée le Real Madrid au club allemand du Bayer Leverkusen et se déroule dans le stade de l'équipe nationale écossaise Hampden Park à Glasgow. C'est le Real Madrid qui l'a finalement emporté sur le score de deux buts à un.
La rencontre est marquée par le but décisif de Zidane d'une reprise de volée splendide (du pied gauche) à l'entrée de la surface. Ce but est considéré comme l'un des plus beaux de la compétition et de la carrière de Zidane,. Par la suite, le but est baptisé « la volée de Glasgow » par les supporters madrilènes. Élu homme du match, Zinédine Zidane remporte son unique ligue des champions en tant que joueur.

## Parcours des finalistes
Note : dans les résultats ci-dessous, le score du finaliste est toujours donné en premier (D : domicile ; E : extérieur).
| Rang | Équipe             | Pts | J | G | N | P | Bp | Bc | Diff |
| ---- | ------------------ | --- | - | - | - | - | -- | -- | ---- |
| 1    | FC Barcelone       | 15  | 6 | 5 | 0 | 1 | 12 | 5  | +7   |
| 2    | Bayer Leverkusen   | 12  | 6 | 4 | 0 | 2 | 10 | 9  | +1   |
| 3    | Olympique lyonnais | 9   | 6 | 3 | 0 | 3 | 10 | 9  | +1   |
| 4    | Fenerbahçe SK      | 0   | 6 | 0 | 0 | 6 | 3  | 12 | -9   |

| Rang | Équipe           | Pts | J | G | N | P | Bp | Bc | Diff |
| ---- | ---------------- | --- | - | - | - | - | -- | -- | ---- |
| 1    | Real Madrid      | 13  | 6 | 4 | 1 | 1 | 13 | 5  | +8   |
| 2    | AS Rome          | 9   | 6 | 2 | 3 | 1 | 6  | 5  | +1   |
| 3    | Lokomotiv Moscou | 7   | 6 | 2 | 1 | 3 | 9  | 9  | 0    |
| 4    | RSC Anderlecht   | 3   | 6 | 0 | 3 | 3 | 4  | 13 | -9   |

| Rang | Équipe               | Pts | J | G | N | P | Bp | Bc | Diff |
| ---- | -------------------- | --- | - | - | - | - | -- | -- | ---- |
| 1    | Bayer Leverkusen     | 10  | 6 | 3 | 1 | 2 | 11 | 11 | 0    |
| 2    | Deportivo La Corogne | 10  | 6 | 3 | 1 | 2 | 7  | 6  | +1   |
| 3    | Arsenal FC           | 7   | 6 | 2 | 1 | 3 | 8  | 8  | 0    |
| 4    | Juventus FC          | 7   | 6 | 2 | 1 | 3 | 7  | 8  | -1   |

| Rang | Équipe        | Pts | J | G | N | P | Bp | Bc | Diff |
| ---- | ------------- | --- | - | - | - | - | -- | -- | ---- |
| 1    | Real Madrid   | 16  | 6 | 5 | 1 | 0 | 14 | 5  | +9   |
| 2    | Panathinaïkos | 8   | 6 | 2 | 2 | 2 | 7  | 8  | -1   |
| 3    | Sparta Prague | 6   | 6 | 2 | 0 | 4 | 6  | 10 | -4   |
| 4    | FC Porto      | 4   | 6 | 1 | 1 | 4 | 3  | 7  | -4   |

## Match
| 15 mai 2002 | Bayer Leverkusen       | 1 - 2   | Real Madrid                                              | Hampden Park, Glasgow                      |                                            |
| 20:45 WEST  | ( Schneider) Lúcio 13e | (1 - 2) | Raúl 8e ( Roberto Carlos) · Zidane 45e ( Roberto Carlos) | Spectateurs : 50 499 Arbitrage : Urs Meier | Spectateurs : 50 499 Arbitrage : Urs Meier |
| 20:45 WEST  | Rapport                |         |                                                          | Spectateurs : 50 499 Arbitrage : Urs Meier | Spectateurs : 50 499 Arbitrage : Urs Meier |

| Bayer Leverkusen | Real Madrid |

| BAYER LEVERKUSEN : |    |                  |  |       |
|                    |    |                  |  |       |
| GB                 | 01 | Hans-Jörg Butt   |  |       |
| ArD                | 26 | Zoltán Sebescen  |  | 65e   |
| DC                 | 06 | Boris Živković   |  |       |
| DC                 | 19 | Lúcio            |  | 90+1e |
| ArG                | 35 | Diego Placente   |  |       |
| Mdf                | 28 | Carsten Ramelow  |  |       |
| MD                 | 25 | Bernd Schneider  |  |       |
| MC                 | 13 | Michael Ballack  |  |       |
| MG                 | 23 | Thomas Brdarić   |  | 39e   |
| Moff               | 10 | Yıldıray Baştürk |  |       |
| Att                | 27 | Oliver Neuville  |  |       |
| Remplaçants :      |    |                  |  |       |
| GB                 | 20 | Frank Jurić      |  |       |
| D                  | 03 | Marko Babić      |  | 90+1e |
| D                  | 47 | Thomas Kleine    |  |       |
| M                  | 32 | Anel Džaka       |  |       |
| MF                 | 15 | Jurica Vranješ   |  |       |
| Att                | 09 | Ulf Kirsten      |  | 65e   |
| Att                | 12 | Dimitar Berbatov |  | 39e   |
| Entraîneur :       |    |                  |  |       |
| Klaus Toppmöller   |    |                  |  |       |

| REAL MADRID :      |    |                    |       |     |
|                    |    |                    |       |     |
| GB                 | 13 | César              |       | 68e |
| Ard                | 02 | Míchel Salgado     | 45+2e |     |
| DC                 | 04 | Fernando Hierro    |       |     |
| DC                 | 06 | Iván Helguera      |       |     |
| ArG                | 03 | Roberto Carlos     | 89e   |     |
| Mdf                | 24 | Claude Makélélé    |       | 73e |
| MD                 | 10 | Luís Figo          |       | 58e |
| MG                 | 21 | Santiago Solari    |       |     |
| Moff               | 05 | Zinédine Zidane    |       |     |
| Att                | 07 | Raúl               |       |     |
| Att                | 09 | Fernando Morientes |       |     |
| Remplaçants :      |    |                    |       |     |
| GB                 | 01 | Iker Casillas      |       | 68e |
| D                  | 18 | Aitor Karanka      |       |     |
| D                  | 31 | Francisco Pavón    |       |     |
| M                  | 08 | Steve McManaman    |       | 58e |
| M                  | 14 | Guti               |       |     |
| M                  | 16 | Flávio Conceição   |       | 73e |
| Att                | 23 | Pedro Munitis      |       |     |
| Entraîneur :       |    |                    |       |     |
| Vicente del Bosque |    |                    |       |     |

| Homme du match : Zinédine Zidane (Real Madrid) Assistants de l'arbitre : Francesco Buragina Felix Züger Quatrième arbitre : Massimo Busacca |

## Statistiques

### Première mi-temps
|                     | Bayer Leverkusen | Real Madrid |
| ------------------- | ---------------- | ----------- |
| Buts marqués        | 1                | 2           |
| Tirs                | 5                | 5           |
| Tirs cadrés         | 3                | 3           |
| Possession de balle | 46 %             | 54 %        |
| Corners             | 3                | 0           |
| Fautes commises     | 8                | 16          |
| Hors-jeu            | 3                | 2           |
| Averti              | 0                | 1           |
| Carton rouge        | 0                | 0           |

### Deuxième mi-temps
|                     | Bayer Leverkusen | Real Madrid |
| ------------------- | ---------------- | ----------- |
| Buts marqués        | 0                | 0           |
| Tirs                | 8                | 2           |
| Tirs cadrés         | 3                | 1           |
| Possession de balle | 58 %             | 42 %        |
| Corners             | 3                | 0           |
| Fautes commises     | 9                | 15          |
| Hors-jeu            | 0                | 0           |
| Averti              | 0                | 1           |
| Carton rouge        | 0                | 0           |

### Total
|                     | Bayer Leverkusen | Real Madrid |
| ------------------- | ---------------- | ----------- |
| Buts marqués        | 1                | 2           |
| Tirs                | 13               | 7           |
| Tirs cadrés         | 6                | 4           |
| Possession de balle | 52 %             | 48 %        |
| Corners             | 6                | 0           |
| Fautes commises     | 17               | 31          |
| Hors-jeu            | 3                | 2           |
| Averti              | 0                | 2           |
| Carton rouge        | 0                | 0           |